# Paul Capdeville
Paul Capdeville (Santiago del Cile, 2 aprile 1983) è un allenatore di tennis ed ex tennista cileno.

## Carriera
Ha raggiunto il suo più alto ranking nel singolo il 18 maggio 2009, con la 76ª posizione, mentre nel doppio ha raggiunto il 147º posto il 23 luglio 2007. È destrimane mentre gioca il rovescio a due mani.
Frequenta principalmente il Circuito ITF dove ha conquistato dieci titoli in singolare e sei nel doppio maschile, tra i tornei ATP ha vinto il Movistar Open 2007 in coppia con Óscar Hernández.
In Coppa Davis ha giocato trentuno match con la squadra cilena vincendone quindici.
Ha annunciato il suo ritiro nell'aprile del 2014.

## Statistiche

### Doppio

#### Vittorie (1)
| Numero | Data            | Torneo                      | Superficie  | Compagno        | Avversari in finale                   | Punteggio        |
| 1.     | 29 gennaio 2007 | Movistar Open, Viña del Mar | Terra rossa | Óscar Hernández | Albert Montañés Rubén Ramírez Hidalgo | 4–6, 6–4, [10–6] |